# Pelourinho de Águas Revés
O Pelourinho de Águas Revés é um pelourinho situado na freguesia de Água Revés e Crasto, no município de Valpaços, distrito de Vila Real, em Portugal.
Está classificado como Imóvel de Interesse Público desde 1953. 